# 에카쿠역
에카쿠역(일본어: 永覚駅, えかくえき)은 일본 아이치현 도요타시에 있는 아이치 환상 철도선의 역이다. 역 번호는 08이다.

## 역 구조
단선 승강장 1면 1선의 지상역이다. 야쿠사 역과 함께 아이치 환상선 내에서는 드문 선로가 지상에 있는 역이다. 무쓰나, 시노하라의 각 역과 함께 창구가 설치되지 않은 완전한 무인역이다.
역전에는 무료 주차장이 정비되어 있고, 20대가량 주차 가능하다.

## 역 주변
- 가미고 휴게소(도메이 고속도로)
- 도메이 가미고 버스 정류장
- 토요타 자동차 가미고 공장
- 아이치 현도 76호 도요타안조 선
- 아이치 현도 232호 오시카모미요시 선
- 도요다 지역 문화 광장

## 역사
- 1976년 4월 26일: 일본국유철도 오카다 선의 역으로 개업하고 여객만 취급함.
- 1987년 4월 1일: 일본 철도 민영화로 도카이여객철도(JR 도카이)에 계승됨.
- 1988년 1월 31일: 오카다 선이 아이치 환상 철도로 전환됨.

## 사진

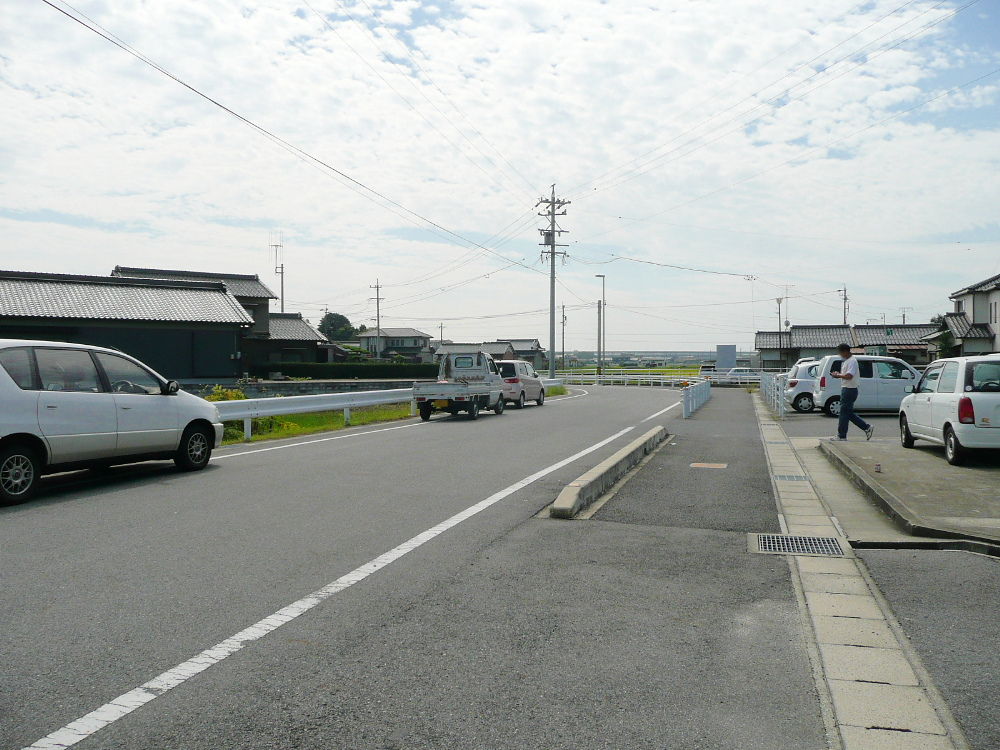
역전 광장

## 인접역
| 아이치 환상 철도 ■ 아이치 환상 철도선 | 아이치 환상 철도 ■ 아이치 환상 철도선 | 아이치 환상 철도 ■ 아이치 환상 철도선 |
| ------------------------------------- | ------------------------------------- | ------------------------------------- |
| 07 미카와카미고 오카자키 방면         |                                       | 스에노하라 09 고조지 방면             |